# Obsessive Malerei – Ein Rückblick auf die Neuen Wilden
Obsessive Malerei – Ein Rückblick auf die Neuen Wilden war eine Kunstausstellung über die Kunst der Neuen Wilden.
Sie fand vom 27. September 2003 bis zum 4. Januar 2004 im Zentrum für Kunst und Medientechnologie in Karlsruhe statt.
Gezeigt wurden 140 Werke der Künstler Rainer Fetting, Helmut Middendorf, Salomé, Bernd Zimmer, Hans Peter Adamski, Peter Bömmels, Walter Dahn, Jiří Georg Dokoupil, Gerard Kever, Gerhard Naschberger, Werner Büttner, Martin Kippenberger und Albert Oehlen.